# No.1 Sentai Gozyuger
No.1 Sentai Gozyuger (ナンバーワン戦隊ゴジュウジャー Nanbā Wan Sentai Gojūjā, Chiến đội Số 1 Gozyuger) là một series tokusatsu của Nhật Bản, phần thứ 49 trong loạt Super Sentai của công ty Toei và là sản phẩm thứ sáu được sản xuất trong thời kỳ Lệnh Hòa, đồng thời đánh dấu cột mốc 50 năm của thương hiệu. Bộ phim nổi bật khi là lần đầu tiên kết hợp những họa tiết lấy cảm hứng từ động vật hiện đại, tiền sử và huyền thoại, và đây cũng là series kỷ niệm đặc biệt thứ ba nối tiếp Kaizoku Sentai Gokaiger và Kikai Sentai Zenkaiger.
Bộ phim ra mắt vào ngày 16 tháng 2 năm 2025, đồng thời xuất hiện cùng Kamen Rider Gavv trong khung giờ Super Hero Time trên TV Asahi, sau khi Bakuage Sentai Boonboomger kết thúc.

## Nội dung
Cuộc Đại Chiến Vũ Trụ là một trận chiến quy mô lớn nơi 49 đội Super Sentai cùng các mecha của họ đối đầu với một mối đe dọa bí ẩn mang tên “Thảm Họa - The Calamity”. Trước bờ vực thất bại, các Sentai đã hiến dâng sức mạnh của mình để tạo ra Nhẫn Sentai, triệu hồi vị cứu tinh tối thượng – Tega Sword. Dù Tega Sword đã tiêu diệt được Thảm Họa, nhưng cái giá phải trả là sự hủy diệt và tái sinh của vũ trụ, khiến những chiếc Nhẫn Sentai bị phân tán khắp không gian.
Một thời gian sau, năm con người bị xã hội ruồng bỏ có cơ hội thay đổi số phận khi được Tega Sword lựa chọn, trở thành đội Super Sentai thứ 50 – Gozyuger. Nhiệm vụ của họ là thu thập các Nhẫn Sentai và bất kỳ ai sở hữu toàn bộ số nhẫn sẽ được ban cho một điều ước. Điều này đã khơi mào một cuộc cạnh tranh khốc liệt, không chỉ giữa chính các thành viên trong nhóm mà còn với No.1 World Bridan – một tổ chức bí ẩn cũng đang truy tìm những chiếc nhẫn, cùng với các Chiến Binh Vũ Trụ – những cá nhân sở hữu Nhẫn Sentai, qua đó nắm giữ sức mạnh của các Sentai tiền nhiệm và tham gia cuộc chiến để thực hiện điều ước của riêng mình.

## Sản xuất
Thương hiệu No.1 Sentai Gozyuger đã được Toei Company đăng ký bản quyền vào ngày 24 tháng 10 năm 2024 và chính thức công bố vào ngày 1 tháng 11 năm 2024.
Bộ phim được công bố chính thức vào ngày 25 tháng 12 năm 2024. Một buổi họp báo giới thiệu dàn diễn viên chính, các nhân vật, cùng với nghệ sĩ thể hiện ca khúc mở đầu và kết thúc của phim đã được tổ chức vào ngày 24 tháng 1 năm 2025. Sự kiện này cũng được phát sóng trực tuyến trên Toei Tokusatsu Fan Club và YouTube vào ngày 26 tháng 1 năm 2025.
Mặc dù là series thứ 49 trong loạt phim, Gozyuger vẫn được coi là đội Sentai thứ 50. Điều này xuất phát từ việc Toei Company đã tái phân loại hai đội Sentai trong Kaitou Sentai Lupinranger VS Keisatsu Sentai Patranger (loạt phim Sentai thứ 42) thành hai đội riêng biệt: đội thứ 42 (Lupinranger) và đội thứ 43 (Patranger), như một phần trong chiến lược kỷ niệm 50 năm thương hiệu Super Sentai. Đây không phải lần đầu tiên Toei thay đổi thứ tự đánh số trong loạt phim Super Sentai. Trước đây, Battle Fever J từng được coi là series Super Sentai đầu tiên, cho đến khi Himitsu Sentai Gorenger và J.A.K.Q. Dengekitai (hai series được Toei Company đồng sản xuất cùng với Ishinomori Shotaro, không như các phần còn lại chỉ được sản xuất duy nhất bởi Toei Company) được chính thức đưa vào dòng thời gian chính của thương hiệu.

## Tập phim
| Tập | Tiêu đề (tiếng Việt) Tiêu đề gốc (tiếng Nhật) | Đạo diễn         | Biên kịch       | Ngày phát sóng      |
| --- | --- | ---------------- | --------------- | ------------------- |
| 1 | "Đấng Cứu Thế Số 1!" Chuyển ngữ: "Kyūseishu Nanbā Wan!" (tiếng Nhật: 救世主ナンバーワン！)                                                                        | Ryuta Tasaki     | Akiko Inoue     | 16 tháng 2 năm 2025 |
| Hoeru Tono là một chàng trai trẻ không có gia đình hay bạn bè, vô tình bị cuốn vào một cuộc tấn công của Bridan, những kẻ xâm lược đến từ một chiều không gian khác. Trong tình huống đó, cậu tìm thấy một Nhẫn Sentai, thứ cho phép cậu biến thân thành Gozyu Wolf. Kể từ đó, Hoeru được giao nhiệm vụ thu thập tất cả Nhẫn Sentai để thực hiện ước mơ của mình: "Trở thành số một." | |                  |                 |                     |
| 2 | "Chiếm lấy kho báu! Con mồi này là của ta!" Chuyển ngữ: "Bundore Otakara! Ore no Emono da" (tiếng Nhật: ブン捕れお宝！俺の獲物だ)                                 | Ryuta Tasaki     | Akiko Inoue     | 23 tháng 2 năm 2025 |
| Hoeru bị tấn công bởi Natsume Tsutsumi, một người quen của cậu và là người sở hữu một Nhẫn Sentai cho phép anh ta biến thân thành Kuwagata Ohger. Trong khi đó, Rikuo Byakuya và Ryugi Bakugami, hai người sở hữu nhẫn khác có khả năng biến thành Gozyu Leon và Gozyu Tyranno quan sát từ xa. Tuy nhiên, khi Saori Iijima, chủ nhà của Hoeru, bị một Quái vật No.1 hấp thụ, Hoeru và những người khác buộc phải tham gia vào một cuộc săn kho báu để giải cứu cô.                                                   | |                  |                 |                     |
| 3 | "Ông Trùm Nhật Bản! Ta là Thủ Tướng!" Chuyển ngữ: "Nihon no Don! Watashi ga Sōri!" (tiếng Nhật: 日本のドン！私が総理！)                                           | Kyohei Yamaguchi | Akiko Inoue     | 2 tháng 3 năm 2025  |
| Hoeru phát hiện ra rằng Thủ tướng Nhật Bản, Tokonatsu Atami, cũng là một trong những người sở hữu Nhẫn Sentai, cho phép ông ta biến thân thành Don Momotaro. Trong khi đang suy nghĩ cách đánh bại ông ta, Hoeru bất ngờ được một người phụ nữ bí ẩn tên Sumino Ichikawa tiếp cận. | |                  |                 |                     |
| 4 | "Giờ của tiệc tùng ☆ Giấc mơ của ông lão" Chuyển ngữ: "Pāryi Taimu ☆ Yumemiru Jijii" (tiếng Nhật: パーリィタイム☆夢見るじじい)                                    | Kyohei Yamaguchi | Akiko Inoue     | 9 tháng 3 năm 2025  |
| Sau khi lập giao ước với Tega Sword, Joji Takehara 87 tuổi được trao cơ hội thứ hai với tư cách là một "người tiệc tùng" tuổi trung học dưới cái tên Kinjiro Takehara. Dưới danh tính mới của mình, anh bắt đầu kết nối lại với gia đình xa cách của mình, đặc biệt là cháu trai Futoshi, và có được khả năng biến hình thành Gozyu Eagle. | |                  |                 |                     |
| 5 | "Giành lại lính Soul! Đừng để phiền phức gây nên phiền toái" Chuyển ngữ: "Torimodose Sōru! Sumi ni Okenai Osekkai" (tiếng Nhật: 取り戻せ魂！スミにおけないお節介) | Katsuya Watanabe | Akiko Inoue     | 23 tháng 3 năm 2025 |
| Sumino, Gozyuger thứ 5, đã giao ước với Tega Sword để thực hiện mong muốn trả thù cho kẻ đã bắt cóc em gái cô, Oto. Nhưng liệu rằng cô sẽ không thể tham gia? | |                  |                 |                     |
| 6 | "Trận chiến cuối! Cuộc phiêu lưu vĩ đại tại lâu đài Tokonatsu" Chuyển ngữ: "Kessen! Tokonatsu-jō no Dai Bōken" (tiếng Nhật: 決戦！常夏城の大冒険)                 | Katsuya Watanabe | Akiko Inoue     | 30 tháng 3 năm 2025 |
| Sau khi bị sa thải khỏi thủ tướng, Tokonatsu hợp tác với Buraidan và thách đấu với Gozyugers trong một trận chiến trên võ đài. Cuộc chiến lớn nhất diễn ra tại Lâu đài Tokonatsu tráng lệ, nơi mà mong muốn thực sự của Tokonatsu nằm đằng sau đó. | |                  |                 |                     |
| 7 | "Trái tim loạn nhịp! Gozyuger, tập hợp!" Chuyển ngữ: "Kokoro Tokimeke! Kesshū, Gojūjā!" (tiếng Nhật: 心ときめけ！結集、ゴジュウジャー！)                          | Hiroyuki Katō    | Akiko Inoue     | 6 tháng 4 năm 2025  |
| Sự xuất hiện của Daizyujin làm cộng đồng của Power Rangers phấn khích và nhận vơ rằng tập phim này là lần trở lại của Jason Lee Scott và Megazord trong Mighty Morphin Power Rangers, cho rằng Kyōryū Sentai Zyuranger chỉ là “phiên bản nhái rẻ tiền” của bộ Power Rangers được chuyển thể từ bản gốc Zyuranger. Nhưng Toei đã rất sáng suốt khi “đá xéo” thương hiệu Saban Entertainment cũng như Power Rangers từ xứ cờ hoa. Thậm chí cộng đồng fan Power Rangers còn lồng tiếng Anh cho 1 đoạn ngắn của tập này. | |                  |                 |                     |
| 8 | "Chính tà dao động, thợ săn nhẫn" Chuyển ngữ: "Seija Yurameku, Yubiwa no Karyūdo" (tiếng Nhật: 正邪ゆらめく、指輪の狩人)                                          | Hiroyuki Katō    | Akiko Inoue     | 13 tháng 4 năm 2025 |
| Osai bị bắn tỉa bởi một thợ săn nhẫn bí ẩn, người được cho là quân bài chủ của Nữ hoàng Buraidan. Ở phía bên kia, Hoeru có cuộc chạm trán với anh trai mình, Kuon, người đã lạc trong Thế giới Không Một trong một thời gian dài. | |                  |                 |                     |
| 9 | "Con sói không thể bẻ gãy" Chuyển ngữ: "Anbureikaburu Urufu" (tiếng Nhật: アンブレイカブル・ウルフ)                                                               | Ryuta Tasaki     | Akiko Inoue     | 20 tháng 4 năm 2025 |
| Hoeru rời khỏi Gozyugers và giờ lại trở thành kẻ bị ruồng bỏ. Anh bắt đầu làm việc tại một quán cà phê như một nơi mới mà anh thuộc về. Ở phía bên kia, Kuon đến thăm Làng kiếm Tega và gặp bốn người còn lại. Anh ta đang lên kế hoạch gì | |                  |                 |                     |
| 10 | "Tiến bộ thần tốc! Shōwa Đã đến!" Chuyển ngữ: "Ikeike Dondon! Shōwa ga Kita!" (tiếng Nhật: イケイケドンドン！昭和が来た！)                                        | Ryuta Tasaki     | Akiko Inoue     | 27 tháng 4 năm 2025 |
| Showa No One đã xuất hiện và biến toàn bộ thị trấn trở về thời đại Shōwa. Hắn nổi cơn thịnh nộ và không chấp nhận thời đại Reiwa, buộc Sumino và Kinjiro phải tham gia Trận chiến số 1 của hắn. Ở phía bên kia, Meguru đã trở lại, nhưng hắn cưỡi Black Daizyuzin? | |                  |                 |                     |
| 11 | "Giải phóng Dã tính! Người thuần hóa thú thổi sáo" Chuyển ngữ: "Tokihanate Yasei! Yajū-tsukai ga Fue o Fuku" (tiếng Nhật: 解き放て野生！野獣遣いが笛を吹く)       | Koichi Sakamoto  | Tatsuto Higuchi | 4 tháng 5 năm 2025  |
| 12 | "Tà quỷ gầm vang" Chuyển ngữ: "Jaki, Hoeru!!" (tiếng Nhật: 邪鬼、吼える！！)                                                                                      | Koichi Sakamoto  | Tatsuto Higuchi | 11 tháng 5 năm 2025 |
| "Quái thú một sừng" mà Gaia đang tìm kiếm là một No One bí ẩn xuất hiện từ Onigokko No One. Gaia nhảy lên No One, kẻ đang nhập vào vị hôn thê của anh, Runa, như một con thú, nhưng bị đánh đập dã man. Trong khi Gaia đang được điều trị vết thương, Rikuo nhận ra "ước muốn thực sự" của mình và bắt đầu kể về quá khứ bí mật. Rikuo quyết định hợp tác với Gaia, kẻ một lần nữa phải đối đầu với No One. Đây là tập phim tri ân Gaoranger                                                                         | |                  |                 |                     |
| 13 | "Nữ quản gia kích tẩu! Phép tắc của Ryugi" Chuyển ngữ: "Kaseifu Gekisō! Ryūgi no Manā" (tiếng Nhật: 家政婦激走！竜儀の流儀)                                       | Kenshin Tanimoto | Akiko Inoue     | 18 tháng 5 năm 2025 |
| Một chiến binh vũ trụ mới đã xuất hiện, đó là Red Racer. Kính ngạc hơn, danh tính của cô chính là người giúp việc của Ryugi, người muốn đưa Ryugi về nhà bố mẹ đẻ. | |                  |                 |                     |
| 14 | "Người hầu linh thiêng và huyền thoại Tega Sword!" Chuyển ngữ: "Shinsei Jūsha to, Tega Sōdo Densetsu!" (tiếng Nhật: 神聖従者と、テガソード伝説！)                 | Kenshin Tanimoto | Akiko Inoue     | 25 tháng 5 năm 2025 |
| Shoko đã biến thành Boso Red Racer sau khi quá lo lắng cho Ryugi. Tuy nhiên, đằng sau đó, giữa họ là những kỷ niệm tuổi thơ khó quên. Mặt khác, Ryugi cố gắng nhớ lại cách anh gặp được thanh kiếm Tega huyền thoại. | |                  |                 |                     |
| 15 | "Ngăn cản cô dâu tháng sáu" Chuyển ngữ: "Sutoppu Za Jūn Buraido" (tiếng Nhật: ストップ・ザ・ジューンブライド)                                                     | Ryuta Tasaki     | Akiko Inoue     | 1 tháng 6 năm 2025  |
| June Bride đã đến, và Bridan đã bắt đầu lên kế hoạch. Ông Shining Knife và Sweet Cake đến Làng Kiếm Tega theo lệnh của Tega June. Nến Lửa đến một ngôi nhà ma ám và chạm trán với Gozyugers. Bouquet gặp thần tượng Rikuo trong một vườn hoa. Nếu Tega June kết hôn với Tega Sword, thế giới sẽ tận thế. Bridan đang âm mưu điều gì đây? | |                  |                 |                     |
| 16 | "Đấng Cứu Thế thật sự số 1!" Chuyển ngữ: "Shin Kyūseishu Nanbā Wan!" (tiếng Nhật: 真・救世主ナンバーワン！)                                                       | Ryuta Tasaki     | Akiko Inoue     | 8 tháng 6 năm 2025  |
| 17 | "Tỏa sáng rực rỡ! Ngày thể thao số 1" Chuyển ngữ: "Kiratto Kagayake! Nanbā Wan Undōkai!" (tiếng Nhật: キラッと輝け！ ナンバーワン運動会！)                        | Katsuya Watanabe | Akiko Inoue     | 15 tháng 6 năm 2025 |
| 18 | "Grand prix kỳ bí! Thám tử bên trong ngôi làng" Chuyển ngữ: "Misuteri Guran Puri! Tantei wa Sato ni Iru" (tiếng Nhật: ミステリGP！探偵は里にいる)                 | Katsuya Watanabe | Akiko Inoue     | 22 tháng 6 năm 2025 |
| 19 | "White Burn cùng 2 trái tim!" Chuyển ngữ: "Futatsu no Kokoro de Howaito Bān!" (tiếng Nhật: ふたつの心でホワイトバーン！)                                          | Katsuya Watanabe | Akiko Inoue     | 29 tháng 6 năm 2025 |
| 20 | "Gyaru nghiêm túc!? Oto thay đổi tính cách!?" Chuyển ngữ: "Gyaru ni Shinken! Oto wa Kyara Hen!?" (tiếng Nhật: ギャルに真剣！緒乙はキャラ変!?)                     | Hiroyuki Katō    | Akiko Inoue     | 13 tháng 7 năm 2025 |
| Tập phim tri ân Samurai Sentai Shinkenger | |                  |                 |                     |
| 21 | "Thiêu đốt tinh thần lễ hội! Tega Sword Summer!" Chuyển ngữ: "Moeru Omatsuri-damashii! Tega Sōdo Samā!" (tiếng Nhật: 燃えるお祭り魂!テガソード!SUMMER)            | Hiroyuki Katō    | Akiko Inoue     | 20 tháng 7 năm 2025 |
| Tập phim tri ân Samurai Sentai Shinkenger | |                  |                 |                     |
| 22 | "Lợi ích? Phiền toái? Đây là cách để tiết kiệm tiền!" Chuyển ngữ: "Otoku? Meiwaku? Kore ga Setsuyaku!" (tiếng Nhật: おトク？迷惑？これが節約！)                   | Shojiro Nakazawa | Akiko Inoue     | 20 tháng 7 năm 2025 |
| 23 | "Vì sao cô độc, Sói hoang thức tỉnh!" Chuyển ngữ: "Kodoku na Sutā, Kakusei Urufu!" (tiếng Nhật: 孤独な超新星、覚醒ウルフ！)                                       | Shojiro Nakazawa | Akiko Inoue     | 27 tháng 7 năm 2025 |
| 24 | "Tên siêu trộm đại náo trường học" Chuyển ngữ: "Gakuen wo Sawagasu Kaitō sa" (tiếng Nhật: 学園を騒がす快盗さ)                                                     | Koichi Sakamoto  | Tatsuto Higuchi | 3 tháng 8 năm 2025  |
| 25 | "Cảnh sát đầy bản lĩnh được sáng tỏ!" Chuyển ngữ: "Dokonjō Keisatsu, Harewataru!" (tiếng Nhật: ド根性警察、晴れ渡る！)                                            | Koichi Sakamoto  | Tatsuto Higuchi | 10 tháng 8 năm 2025 |
| 26 | "Gần với bí mật! Hoeru Tono là nhân viên mới" Chuyển ngữ: "Himitsu ni Mitchaku! Tōno Hoeru wa Shin'nyū Shain" (tiếng Nhật: 秘密に密着！遠野吠は新入社員)          | Kenshin Tanimoto | Keita Toume     | 17 tháng 8 năm 2025 |

## Tập đặc biệt
- Super Sentai Universe War: No.1 Sentai Gozyuger Episode 0 (スーパー戦隊・ユニバース大戦 〜ナンバーワン戦隊ゴジュウジャー Episode 0〜 Sūpā Sentai Yunibāsu Taisen Nanbā Wan Sentai Gojūjā Episōdo Zero?): Một tập phim tiền truyện đặc biệt phát hành độc quyền trên YouTube vào ngày 2 tháng 2 năm 2025. Nội dung tập phim ngắn này sẽ kể về Cuộc Chiến Vũ Trụ, quá trình tạo ra Tega Sword và Nhẫn Sentai.
- No.1 Sentai Gozyuger: Anniversary Discussion (ナンバーワン戦隊ゴジュウジャー アニバーサリー討論会 Nanbā Wan Sentai Gojūjā Anibāsarī Tōronkai?): Một tập phim giao lưu đặc biệt phát hành độc quyền trên YouTube vào ngày 9 tháng 2 năm 2025. Trong tập này, Masahiro Inoue, Ryota Ozawa, Kiita Komagine, và Seiichiro Nagata sẽ trở lại lồng tiếng cho các nhân vật huyền thoại của họ: Kamen Rider Decade (từ Kamen Rider Decade), Gokai Red (từ Kaizoku Sentai Gokaiger), Zenkaizer (từ Kikai Sentai Zenkaiger), và Kamen Rider Legend (từ Kamen Rider Gotchard). Tập phim có nội dung hài hước xoay quanh cuộc thảo luận về lý do tại sao Gozyuger lại được chọn là loạt phim kỷ niệm 50 năm thương hiệu Super Sentai dù thực tế đây chỉ là phần thứ 49 của series.
- Gozyuger Supplementary Plan: No.1 Confession Room (ゴジュウジャー補ジュウ計画 ナンバーワン懺悔室 Gojūjā Hojū Keikau Nanbā Wan Zangeshitsu?):Một series đặc biệt phát hành độc quyền trên Toei Tokusatsu Fan Club vào ngày 16 tháng 3 năm 2025.[31]

## Diễn viên
- Hoeru Tono (遠野 吠 Tōno Hoeru?): Mio Fuyuno (冬野 心央 Fuuyuno Mio?)
- Rikuo Byakuya (百夜 陸王 Byakuya Rikuo?): Hideharu Suzuki (鈴木 秀脩 Suzuki Hideharu?)
- Ryugi Bakugami (暴神 竜儀 Bakugami Ryūgi?): Masakazu Kanda (神田 聖司 Kanda Masakazu?)
- Kinjiro Takehara (猛原 禽次郎 Takehara Kinjirō?): Jin Matsumoto (松本 仁 Matsumoto Jin?)
- Sumino Ichikawa (一河 角乃 Ichikawa Sumino?): Maya Imamori (今森 茉耶 Imamori Maya?)
- Fire Candle (ファイヤキャンドル Faiya Candoru?): Daisuke Sambongi (三本木 大輔 Sanbongi Daisuke?)
- Bouquet (ブーケ Būke?): Marupi (まるぴ?)
- Kuon (クオン?): Karuma (カルマ?)
- Aoi Iijima (飯島 碧 Iijima Aoi?): Kōki Yuda (湯田 幸希 Yuda Kōki?)
- Saori Iijima (飯島 佐織 Iijima Saori?): Noriko Nakagoshi (中越 典子 Nakagoshi Noriko?)
- Tega Sword (テガソード Tega Sōdo?, Voice), Narrator: Yuki Kaji (梶 裕貴 Kaji Yūki?)
- Mr. Shining Knife (Mr.シャイニングナイフ Misutā Shainingu Naifu?, Voice): Tomokazu Sugita (杉田 智和 Sugita Tomokazu?)
- Ms. Sweet Cake (Ms.スイートケーク Misesu Suīto Kēku?, Voice): Reina Ueda (上田 麗奈 Ueda Reina?)
- Battle voice: Wataru Komada (駒田 航 Komada Wataru?)

### Dàn diễn viên khách mời
- Natsume Tsutsumi (堤 なつめ Tsutsumi Natsume?, 1, 2): Haruhi Iuchi (井内 悠陽 Iuchi Haruhi?)

## Bài hát
Mở đầu
- "Winner! Gozyuger!" (WINNER！ゴジュウジャー！ Winā! Gojūjā!?)
  - Lời và sáng tác: Tamaya 2060% (玉屋2060％ Tamaya Nisen-rokujuppāsento?)
  - Sắp xếp và ca sĩ: Wienners

Kết thúc
- "Biribiri Be-lie-ving" (ビリビリBe-lie-ving Biribiri Birībingu?)
  - Lời: Shoko Fujibayashi (藤林 聖子 Fujibayashi Shōko?)
  - Sáng tác và trình bày: Mio Kimura
  - Ca sĩ: Miyu Kaneko (金子 みゆ Kaneko Miyu?)